# Kuchl
Kuchl ist eine Gemeinde mit 7512 Einwohnern (Stand 1. Jänner 2025) im Salzburger Land im Bezirk Hallein (Tennengau) in Österreich.

## Geografie

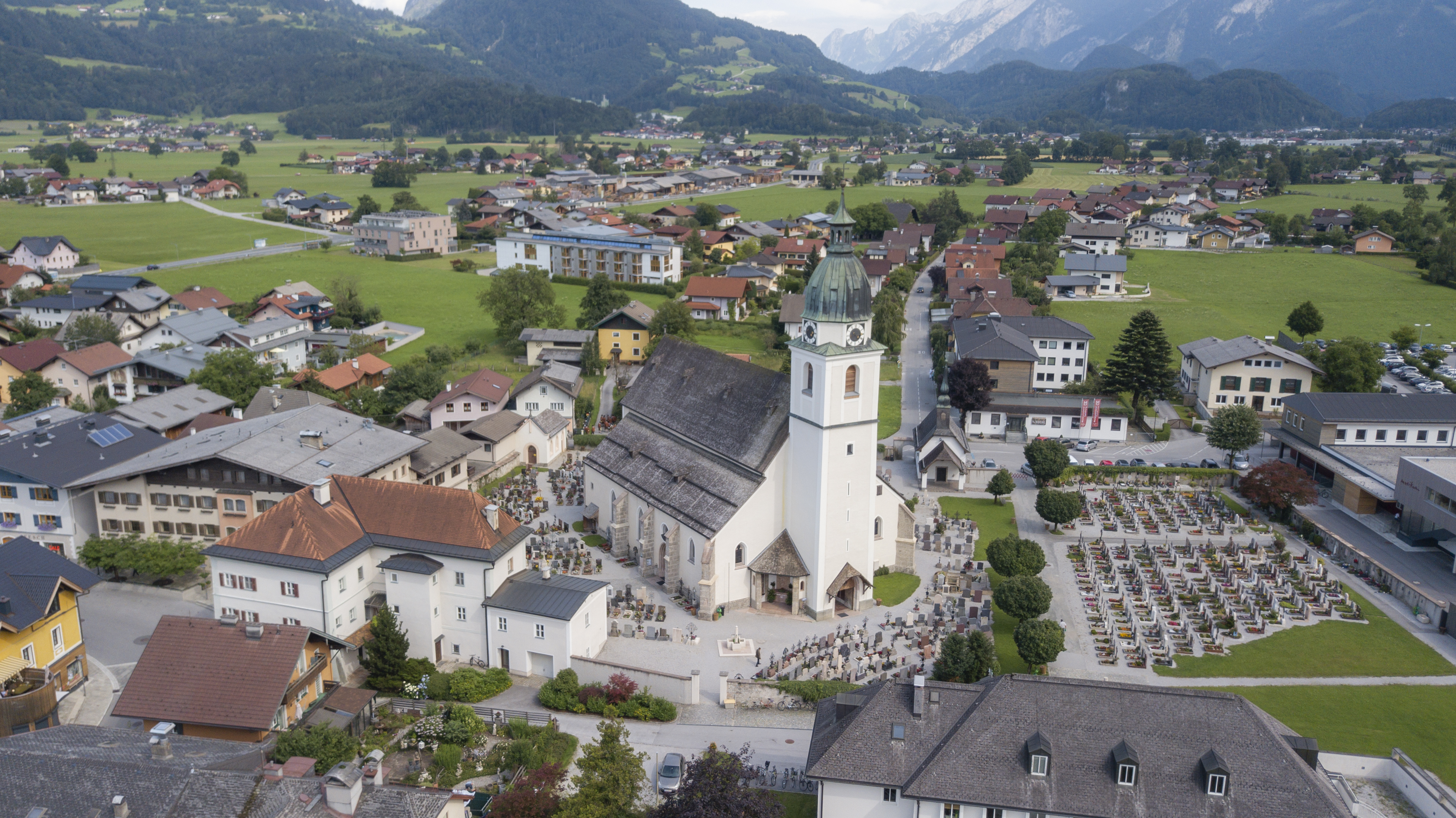
Kuchl mit Pfarrkirche

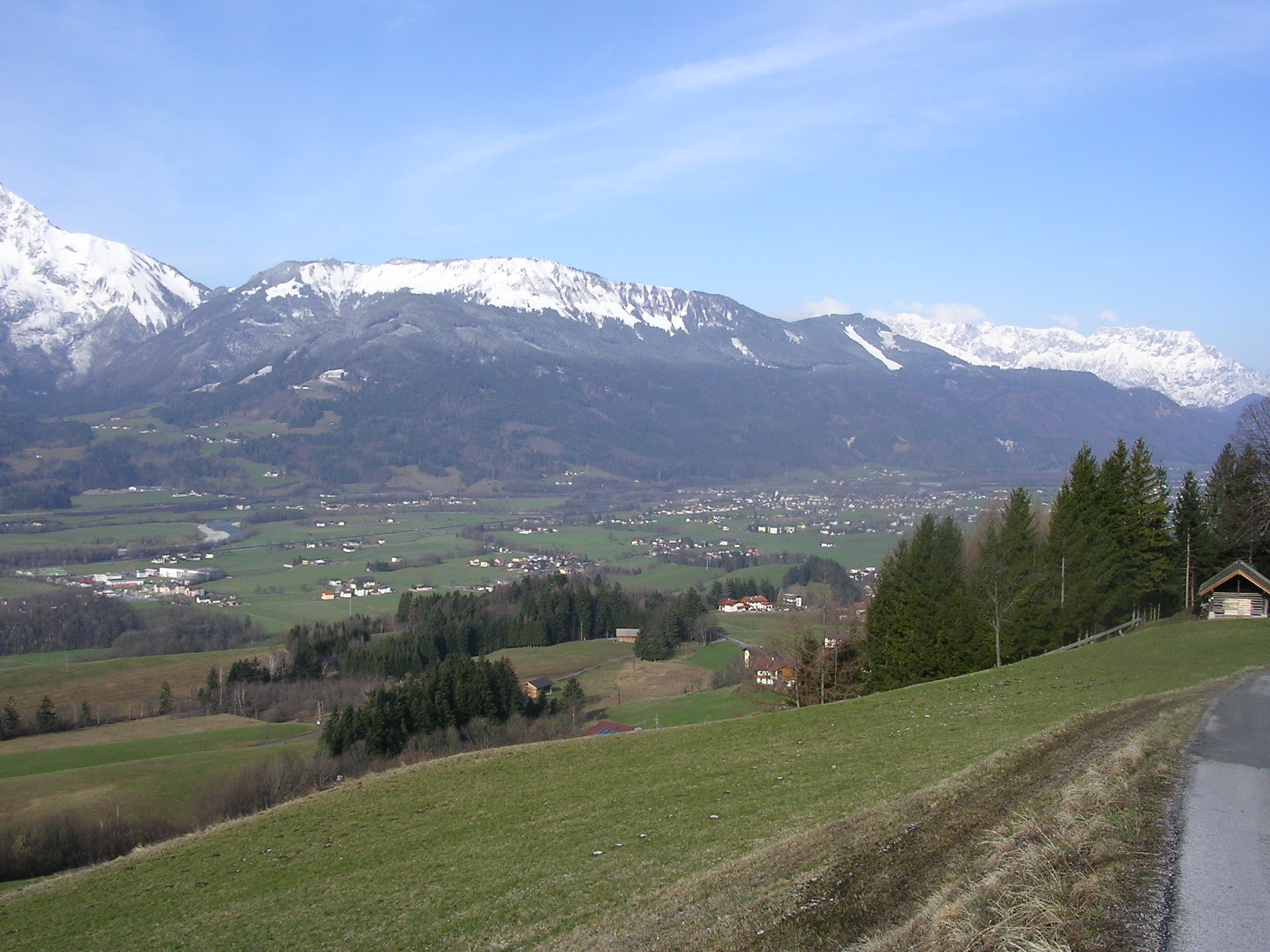
Blick von Voregg auf das Salzachtal bei Kuchl; hinten das Roßfeld (Hahnenkamm), links Göllstock, rechts der Untersberg

Die Gemeinde liegt im Golling-Halleiner Becken im Salzburger Land am Fuße des Hohen Gölls und des Roßfelds (Berchtesgadener Alpen). Das Gemeindegebiet wird von der Salzach durchflossen. Die östlichen Gebiete zwischen Salzach und dem Langenberg gehören zur Osterhorngruppe (Salzburger Voralpen beziehungsweise Salzkammergutberge).

### Gemeindegliederung
Die Gemeinde besteht aus fünf Katastralgemeinden
Georgenberg, Jadorf, Kellau, Kuchl und Weissenbach.
Das Gemeindegebiet umfasst folgende neun Ortschaften (Einwohner Stand 1. Jänner 2025)
- Garnei – an der Salzach abwärts bis zur Tauglmündung (950)
- Gasteig – an Fuß des Roßfeld, Südhang des Weißenbachtals gegenüber dem Göll (130)
- Georgenberg – Talraum östlich Kuchl bis zum Kertererbach und Langbühel (1780)
- Jadorf – nördlich Moos (622)
- Kellau – Talraum flussaufwärts vom Kertererbach Richtung Golling (718)
- Kuchl – Hauptort, an der Salzach rechtsufrig (2035)
- Moos – salzachabwärts nördlich Kuchl (463)
- Unterlangenberg – Talraum zwischen Georgenberg, Taugl und Außerbühel (377)
- Weißenbach – Tal und unbesiedeltes Bergland links der Salzach (437)

Zählsprengel
- 000 Kuchl-Zentrum (für den Hauptort)
- 001 Garnei-Jadorf-Moos (der Norden, KG Jadorf, mit Unterlangenberg)
- 002 Kuchl-Süd und West (Kellau, Weißenbach, Gasteig)
- 003 Georgenberg

Bis Ende Mai 1923 gehörte die Gemeinde zum Gerichtsbezirk Golling, seit dem 1. Juni 1923 ist sie Teil des Gerichtsbezirks Hallein.

### Nachbargemeinden
| Hallein                                 | Bad Vigaun                                  |                           |
| Eck ∗ (gemfr. Geb., BY, DE)             | Kompassrose, die auf Nachbargemeinden zeigt | Sankt Koloman             |
| Schönau am Königssee (Lkr. BGL, BY, DE) | Golling an der Salzach                      | Scheffau am Tennengebirge |

∗ Staatsforst, dahinter Berchtesgaden, Landkreis Berchtesgadener Land (BGL)

## Geschichte
Der Ort hat römische Wurzeln: Cucullae, Cucullis, eine Poststation der Römerstraße Virunum–Iuvavum, die in der Tabula Peutingeriana, einer römischen Straßenkarte, verzeichnet ist. Der Name steht vielleicht zu lateinisch cucullus ‚Spitzmütze, Gugel‘, auch ‚spitzer Berg‘‘.
Bekannt ist Kuchl auch durch die Vita Sancti Severini mit dem dort beschriebenen Kerzenwunder des Heiligen Severin (5. Jh.).
Die enge Mischung der romanischen (Kuchl), slawischen (Golling) und germanischen Ortsnamen zeigt die wohl weitgehend friedliche Siedlungskontinuität vom Abzug der Römer im 5. Jahrhundert über Ansiedlung der Alpenslawen bis zur Missionierung durch den irischen Mönch und Bischof Rupert und die baiuwarische Landnahme ab 700.
997 führte ein Tauschvertrag des Kuchler Dienstmannes Gezo mit dem Erzbischof von Salzburg zur Errichtung einer Mutterpfarre in Kuchl und schließlich zur Einrichtung einer Grafschaft samt Landgericht, das bis Mitte des 15. Jahrhunderts existierte. Gegen 1380 erfolgte die Erhebung Kuchls zum Bannmarkt. 1850 wurde aus den Steuergemeinden Kuchl, Georgenberg, Kellau, Unterlangenberg und Weißenbach die politische Marktgemeinde Kuchl gebildet.

### Bevölkerungsentwicklung

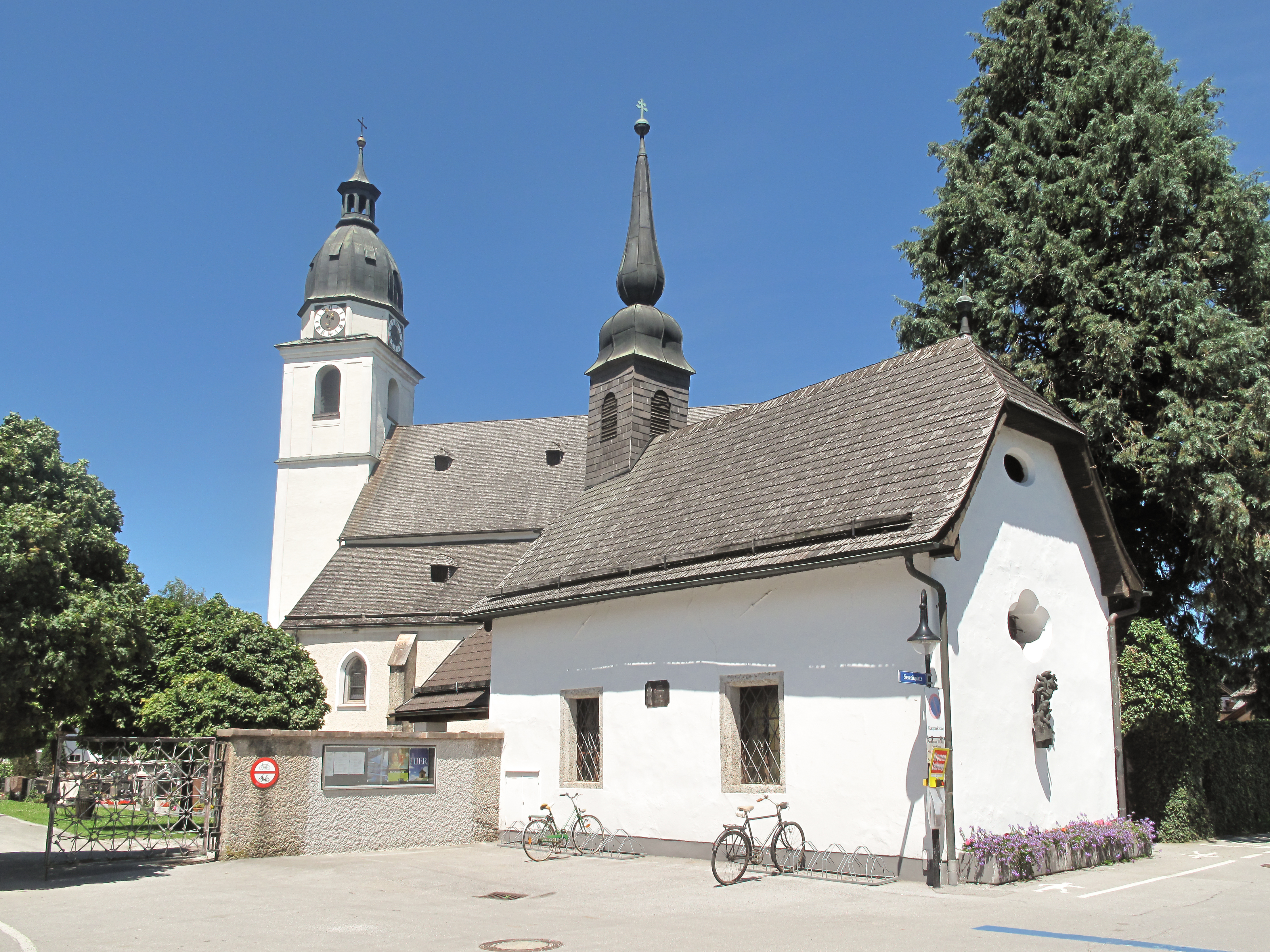
Pfarrkirche, davor die Totenkapelle

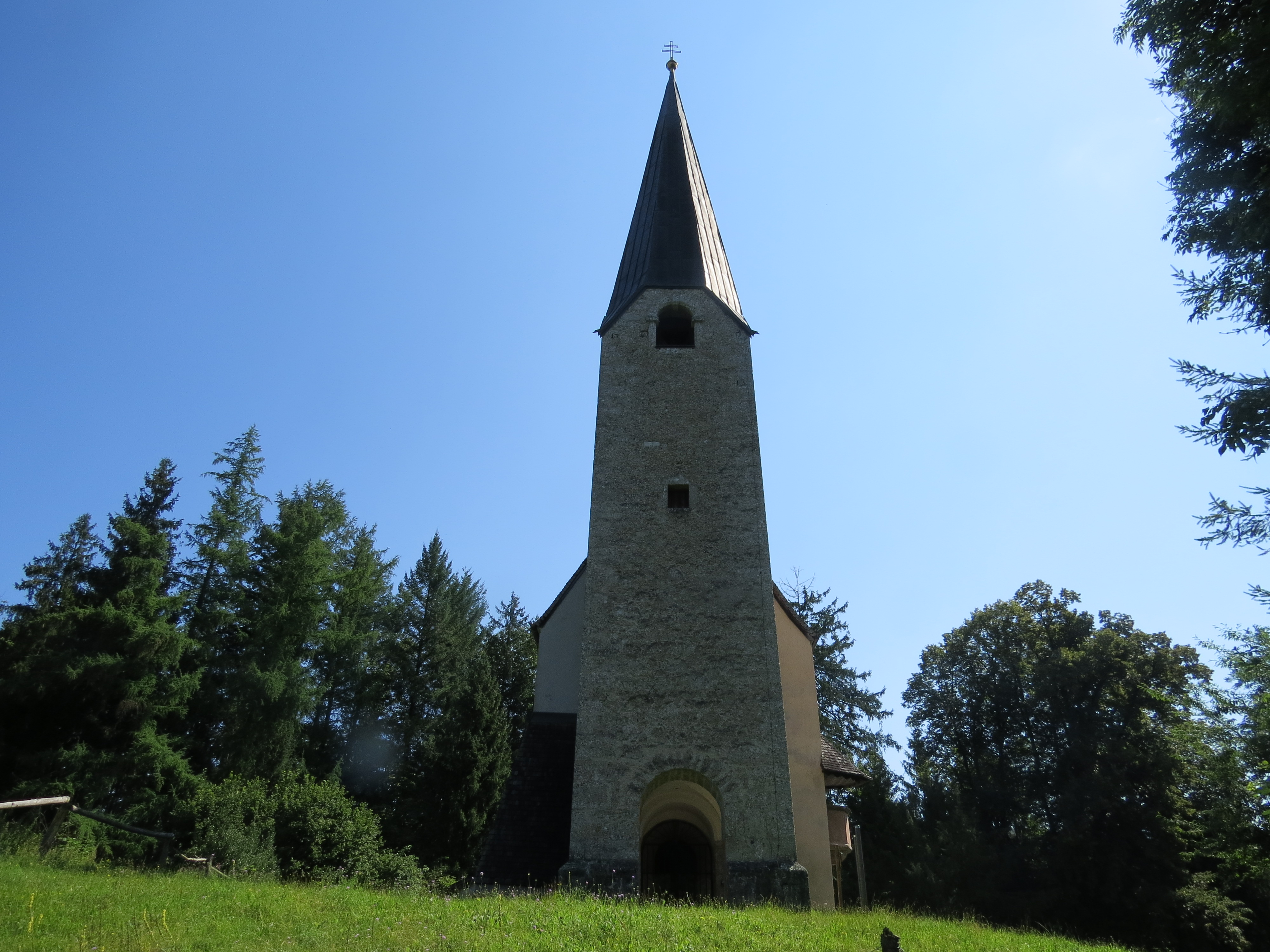
Filialkirche St. Georg

## Politik

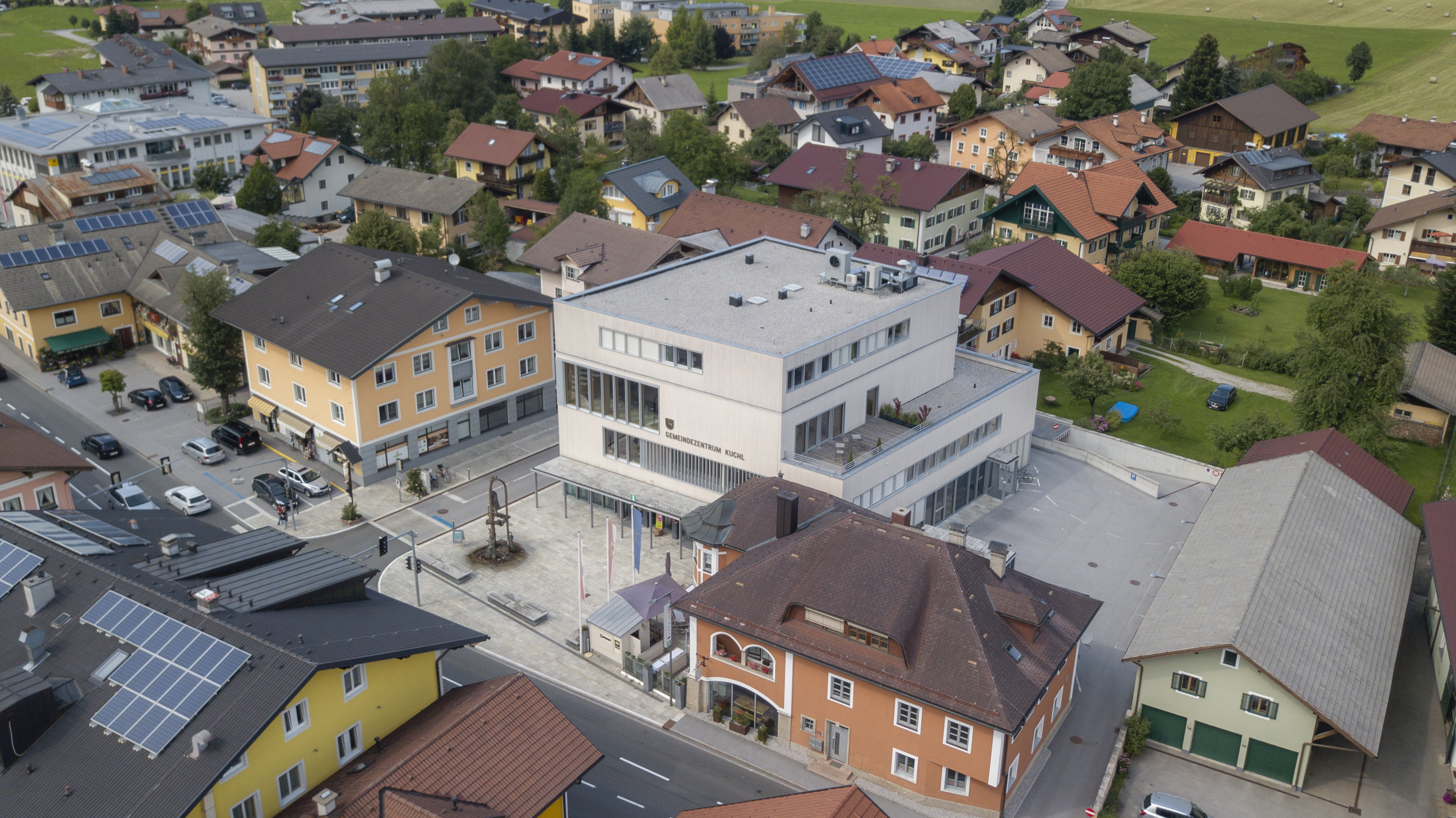
Gemeindeamt Kuchl

### Gemeinderat
| Gemeinderatswahl 2024Wahlbeteiligung: 75,0 % 6050403020100 58,2 % (+2,3 %p)26,0 % (+0,8 %p)8,6 % (+2,8 %p)7,2 % (−4,3 %p)n. k. % (−1,6 %p) ÖVPSPÖFPÖGRÜNENEOS20192024 |

Die Gemeindevertretung hat insgesamt 25 Mitglieder.
- Mit den Gemeindevertretungs- und Bürgermeisterwahlen in Salzburg 2004 hatte die Gemeindevertretung folgende Verteilung: 11 ÖVP, 6 SPÖ, 5 Unabhängige Liste – Lebenswertes Kuchl, und 3 FPÖ.
- Mit den Gemeindevertretungs- und Bürgermeisterwahlen in Salzburg 2009 hatte die Gemeindevertretung folgende Verteilung: 14 ÖVP, 5 SPÖ, 3 Unabhängige Liste – Lebenswertes Kuchl, 2 Freie Liste Kuchl – Bündnis Zukunft Österreich, und 1 FPÖ.[4]
- Mit den Gemeindevertretungs- und Bürgermeisterwahlen in Salzburg 2014 hatte die Gemeindevertretung folgende Verteilung: 13 ÖVP, 6 Grüne, 4 SPÖ, und 2 FPÖ.[5]
- Mit den Gemeindevertretungs- und Bürgermeisterwahlen in Salzburg 2019 hatte die Gemeindevertretung folgende Verteilung: 15 ÖVP, 6 SPÖ, 3 Grüne, und 1 FPÖ.[6]
- Mit den Gemeindevertretungs- und Bürgermeisterwahlen in Salzburg 2024 hat die Gemeindevertretung folgende Verteilung: 15 ÖVP, 7 SPÖ, 2 FPÖ und 1 Grüne.[7]

### Bürgermeister
- 1938–1940 Max Huber
- 1945–1959 Johann Siller
- 1959–1969 Peter Hofer
- 1969–1987 Josef Eichriedler
- 1987–2004 Pius Züger[8]
- 2004–2018 Andreas Wimmer (ÖVP)[9][10]
- seit 2018 Thomas Freylinger (ÖVP)[11]

### Wappen
Blasonierung:
„In Blau auf grünem Boden ein nach rechts springender naturfarbener Hirsch.“
Das Wappen geht auf das Geschlecht der Kuchler zurück. Die Verleihung erfolgte am 26. Juli 1930.

### Gemeindepartnerschaften
- San Giovanni al Natisone in der italienischen Provinz Udine[13]

## Kultur und Sehenswürdigkeiten

### Bauwerke
- Pfarrkirche Kuchl mit Totenkapelle und Ölbergkapelle[14]
- Filialkirche St. Georg am Georgenberg auf dem Georgenberg[15]
- Ölbergkapelle Unterlangenberg in Unterlangenberg[14]
- Pfarrhof Kuchl hervorgegangen aus dem Turm der Kuchler/Panicher, im Kern von 1565[14]
- Mesnerhaus
- Römerbrücke über die Taugl, von 1613
- Tauglbrücke an B 159, mit Figur Hl. Severin von Hans Pacher von 1954[14]
- Getreidekasten Rußegg in Kellau-Rußegg
- Modermühle in Unterlangenberg (alte Mühle)[16]
- Hiasenbauer-Mühle bei Golling-Kellau (alte Mühle, jüngst revitalisiert)
- Volksschule, von Architekt Gerd Wittfeld
- Fachhochschule Salzburg, Bauteil 2 der Architekten Dietrich Untertrifaller[17]
- Sägehalle des Holztechnikums, von Architekt Paul Schweizer
- Internatsgebäude dazu aus Holz, von Architekt Simon Speigner
- Marktkreuz Kuchl: Barockes Kruzifix an der Hauptstraße[14]
- Wegkapelle in Unterlangenberg[14]
- Barocker Bildstock mit Zeltdach mit Figur kniender Schmerzensmann am Georgenberg[15]
- Relief Predigt des Hl. Severin an der Salzachbrücke von Josef Zenzmaier aus 1960[14]
- Figur Hirte an der Straße nach St. Koloman von Max Rieder aus 1973[14]
- Marktbrunnen vor dem alten Gemeindeamt von Josef Zenzmaier aus 1979[14]
- Marktbrunnen vor dem neuen Gemeindeamt von Josef Zenzmaier aus 2013[18]
- Grabsteine der Kuchler beim Doserbauer (Georgenberg 58)
- Grenzstein am Ecker Sattel (beim Purtschellerhaus, 1413 m) aus 1818 mit den Inschriften „KBG“ (Königlich Bayerische Grenze) und „KKOEG“ (Kaiserlich Königlich Österreichische Grenze)[14]

### Museen
- Museum Kuchl: Dauerschau insbesondere mit römischen Grabungsfunden, Bruderschaftswesen und historischen Gebrauchsgegenständen der Gegend.[19]

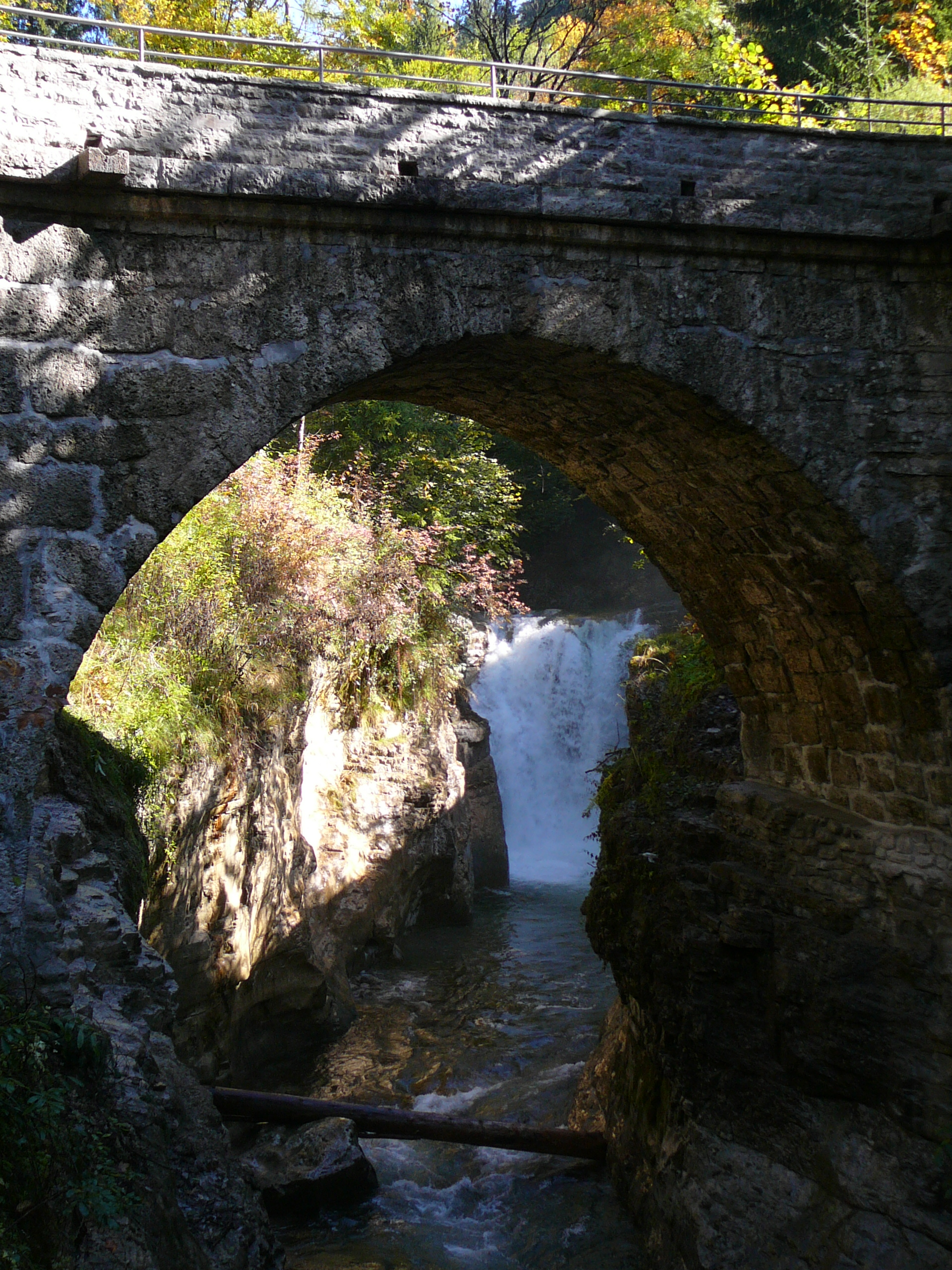
Tauglbrücke und -schlucht

Wichtige Funde
- Weihealtar des L. Pomp. Aquilinius Potens aus Kellau (Salzburg Museum)[20]

Bedeutende archäologische Fundorte, die jedoch nicht zu besichtigen sind:
- Bronzezeitliche und römische Funde am Georgenberg
- Römische Villa des L. Pomp. Aquilinius Potens in Kellau (1920er befundet, dann zugeschüttet)[20][21]
- Reste der Römerstraße Virunum–Iuvavum bei Kuchlbach[22]

### Brauchtum
- Schusterjahrtag:  Am ersten Montag nach Mariä Geburt (8. September) wird in Kuchl der Schusterjahrtag gefeiert. Es ist ein Feiertag für alle Beschäftigten und ihre Arbeitgeber in den Kuchler Betrieben. Heutzutage feiern alle Lehrlinge mit ihren Lehrherren. An diesem Tag versammeln sich die Beteiligten vor der Zunftherberge (Goldene Stiege) und marschieren in die Kirche und nach einer Messfeier durch den Markt. Der Festzug wird vom Zunftvater angeführt, der das Zunftkreuz trägt. Dahinter folgen die Fahnenträger mit der Zunftfahne. Anschließend findet in der Herberge die Jahreshauptversammlung statt. Dort werden die ausgelernten Lehrlinge freigesprochen: Der Zunftvater überreicht ihnen den Gesellenbrief. Auch neue Meister werden in die Zunft aufgenommen. Benannt ist der Jahrtag nach den Schustern, die bis zum Jahr 1896 in der Herberge freigesprochen wurden.

### Natur

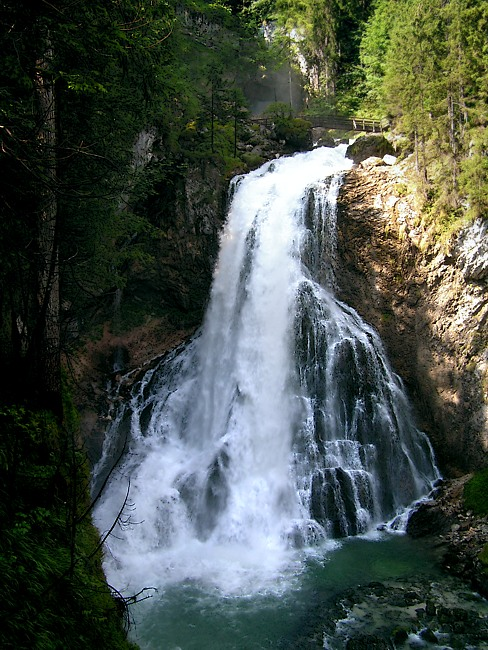
Gollinger Wasserfall, untere Stufe

- Gollinger Wasserfall mit Schwarzbachhöhle: Bildet die Gemeindegrenze zwischen Golling und Kuchl. Der Gollinger Wasserfall für Besucher durch Steiganlagen erschlossen (Naturdenkmal).
- Georgenberg: Inselberg, mit Kirche (Naturdenkmal)
- Schleierfall im Ortsteil Unterweißenbach bei Stockach
- Tauglgries: Schwemmland und Schotterbänke der Taugl (Europa- und Naturschutzgebiet)
- Freimoos hinter dem Georgenberg (geschützter Landschaftsteil)
- Heiligensteiner Au, Auwaldrest der Salzach in Unterweißenbach nördlich Stockach (geschützter Landschaftsteil)
- Kaiserlinde
- Kühschwalb, Hochtal am Nordfuß des Hohen Gölls[23]

Das Göllmassiv gehört zum Europa- und Naturschutzgebiet Kalkhochalpen, am Roßfeld ist das Landschaftsschutzgebiet Roßfeldstraße ausgewiesen, und im Südosten liegt das Landschaftsschutzgebiet Rabenstein–Kellau.
Kuchl ist auch ein Standort für das Wiederansiedelungsprojekt des Waldrapp.

### Sport
- Tischtennis: Kuchl ist als Hochburg im Tischtennissport bekannt; viermal wurde die Österreichische Staatsmeisterschaft gewonnen, wobei Gottfried Bär und Heinz Hiegelsberger die herausragenden Spieler des Vereins waren.
- Überregional bekannt ist auch der örtliche Fußballverein SV Kuchl.
- Wassersport: Beliebt bei Flusssurfern und Kajakfahrern ist der Kuchler Schwall in der Salzach.

## Wirtschaft und Infrastruktur

### Unternehmen
Kuchl ist durch den hohen Anteil an Sägewerks-, Zimmerei- und Tischlereibetrieben, wie auch das Holztechnikum als „Holzgemeinde“ bekannt. Folgende Unternehmen sind von Bedeutung:
- Delino GmbH (Reinigungsunternehmen)
- Döllerer Vinothek
- elastica, Hersteller von Matratzen
- Emco-Test Prüfmaschinen GmbH, Erzeuger von Härteprüfgeräten
- graph-ix, Agentur für Fotografie und Grafikdesign
- Holz Stefl
- Kaspar Kaindl GmbH, Sägewerk
- Kässbohrer Hersteller von Pistengeräten
- Kuchler Blockhaus
- Moldan Baustoffe
- MSH Maschinenbau
- Neureiter Maschinen
- UNTHA Shredding Technology, Zerkleinerungsmaschinen
- Wimmer Holz
- Hettegger & Sohn

Neben dem Gipsbergbau Moldan (seit dem 17. Jh.) ist in jüngsten Jahren das Gewerbegebiet Brennhoflehen in Kellau bedeutender Standort geworden.

### Bildung
- Volksschule Kuchl (die Kellau gehört großteils zum Schulsprengel Golling)[25]
- Neue Mittelschule Kuchl
- Holztechnikum Kuchl/Campus Kuchl: Das Holztechnikum Kuchl/Campus Kuchl umfasst:
  - HTL für Wirtschaftsingenieurwesen/Holztechnik, Fachschule für Holzwirtschaft, Werkmeisterschule Holztechnik - Produktion (Privatschule mit Öffentlichkeitsrecht). Das Internatsgebäude für 180 Schüler wird 2023 mit 6 Holzmodul-Stockwerken auf Betonerdgeschoß in 9 Monaten neu errichtet.[26]
  - Landesberufsschule und Schülerheim
- Private Schule für Einrichtungsberater
- Fachhochschule Salzburg[17] FH mit mehreren Studiengängen

### Verkehr
- Kuchl ist auf der Salzburg-Tiroler-Bahn mit der Linie S3 der S-Bahn Salzburg halbstündlich von der Landeshauptstadt Salzburg zu erreichen – mit den Haltestellen Kuchl (in Kuchl) und Kuchl Garnei (in Seeleiten); für den Süden liegt der Bahnhof Golling-Abtenau näher.
- Die Tauernautobahn A 10 (Anschlussstelle Kuchl, Exit 22, bei Speckleiten) sowie die Salzachtal Straße B 159 verlaufen durch das Gemeindegebiet.
- Das Gemeindegebiet wird durch die deutsche Roßfeldhöhenringstraße berührt, die aber keine direkte Anbindung zum österreichischen Straßennetz besitzt.

## Persönlichkeiten
Söhne und Töchter der Gemeinde
- Ferdinand Fischer (1652–1725), Lautenspieler und Komponist
- Jakob Matthias Lienbacher (1807–1884), Pastoraltheologe und Domdechant
- Nikolaus Lienbacher (1809–1872), Priester
- Johann Lienbacher (1818–1893), Priester und Bergwerksbesitzer
- Georg Lienbacher (1822–1896), Jurist und Politiker
- Michael Neureiter (Politiker, 1877) (1877–1941), Dechant, Landesrat, Landtagspräsident u. Landeshauptmann-Stellvertreter
- Josef Brunauer (1898–1967), Politiker der Sozialistischen Partei Österreichs
- Josef Bernegger (1907–1994), Lehrer und Schriftsteller
- Josef Zenzmaier (1933–2023), Bildhauer
- Gertrud Fischbacher (* 1967), bildende Künstlerin, Universität Mozarteum[27]
- Karin Köllerer (* 1970), Skirennläuferin
- Thomas Hofer (* 1970), Fußballtrainer
- Helmut Eichholzer (* 1975), dreifacher österreichischer Staatsmeister im Paragleiten
- Ellen Dunne (eigentlich Eva Maria Oberauer) (* 1977), Schriftstellerin
- Lisa Kaltenegger (* 1977), Astrophysikerin
- Gerhard Struber (* 1977), Fußballspieler und Trainer
- Daniela Wimmer (* 1977), Sängerin
- Eva Walkner (* 1979), Freeride-Weltmeisterin 2015 und 2016[28]
- Bernhard Holl (* 1984), Musiker, Komponist und Arrangeur
- Matthias Walkner (* 1986), MX3-Weltmeister 2012[29]
- Severin Kiefer (* 1990), Eiskunstläufer
- Josef Weberbauer (* 1998), Fußballspieler
- Lea Rothschopf (* 2001), Biathletin
- Matthias Seidl (* 2001), Fußballspieler
- Nicolas Seiwald (* 2001), Fußballspieler
- Simon Seidl (* 2002), Fußballspieler
- Dominik Meierhofer, Ultra-Radrennfahrer, Teilnehmer am RAAM 2024
- Herman Eibl, Bildhauer und Maler[30]

Personen mit Bezug zur Gemeinde
- Ro Bergmann (eigentlich Roland Reinmüller), Musiker, aufgewachsen in Kuchl
- Joseph Matthias Kracher (1752–1835), österreichischer Komponist, Stiftsorganist in Seekirchen, langjähriger Lehrer hier[31]
- Joseph Mohr (1792–1848), Textdichter des Weihnachtsliedes Stille Nacht, heilige Nacht, 1820[32] in Kuchl tätig
- Georg Coch (1842–1890), deutsch-österreichischer Ökonom und Bankier, Spender der ersten Wasserleitung
- Alfred Conrad (1894–1980), akad. Maler, hier begraben
- Theodor Illion (1898–1984), österreichischer Schriftsteller, hier begraben
- Rudolf Kortokraks (1928–2014), deutscher Maler, viele Werke aus Kuchl und Umgebung, hier begraben
- Gottfried Bär (* 1952 in Hallein), Tennisspieler, mehrfacher österreichischer Staatsmeister im Tischtennis, Ehrenringträger von Kuchl
- Wilfried K. Kovacsovics (1953–2024), Archäologe, aufgewachsen in Kuchl
- Roland Adrowitzer (* 1957 in Hallein), ORF-Redakteur, in Kuchl aufgewachsen
- Hubert Lepka (* 1958), Künstler, aufgewachsen in Kuchl
- Georg Lienbacher (* 1961), Verfassungsrichter und Universitätsprofessor, ging in Kuchl in die Schule[33]
- Peter Hartl (* 1961), bildender Künstler, arbeitet hier[34]
- Thomas Halwa (* 1971), bildender Künstler, Musiker, Mediengestalter und Urbanist.
- Christopher Lindinger (* 1977), Informatiker und Vizerektor Johannes Kepler Universität Linz, in Kuchl aufgewachsen

Ehrenbürger der Gemeinde
- Alois Winkler (1838–1925), Landeshauptmann
- Matthias Eisl (1846–1935), Pfarrer von 1903 bis 1931
- Dominik Thalhammer (1857–1917), Volksschuldirektor von 1888 bis 1917.
- Adalbert Proschko (1863–1944), Bezirkshauptmann[35][36]
- Michael Neureiter (1877–1941), Salzburger Landeshauptmann-Stellvertreter (CSP)
- Johann Georg Schönleitner (1881–1962), Schwalberbauer
- Dr. Johann Faistauer (1889–1970), Sprengelarzt von 1922 bis 1951
- Josef Seiwald (1893–1981), Gastwirt
- Johann Siller (1896–1968), Bürgermeister von 1945 bis 1959
- Franz Esthofer (1900–1980), Pfarrer in Kuchl von 1950 bis 1967
- Karl Rettenbacher (1902–1987), Hauptbrandmeister
- Wilhelm Nemetz (1905–1974), Volksschuldirektor von 1954 bis 1970[37]
- Bernhard Strobl (1905–1961), Kooperator
- Peter Hofer (1907–1984), Bürgermeister von 1959 bis 1969
- Hans Lechner (1913–1994), Agrarwissenschaftler und Politiker (ÖVP)
- Max Huber (1915–1976), Bürgermeister 1938–1940
- Arno Reischenböck (1916–1997), Bezirkshauptmann[38]
- Dr. Christian Schaber (1917–2004), Sprengelarzt
- Carl-Eberhard Moldan (1921–1994), Industrieller[39]
- Johann Hönegger (1922–2008), Pfarrer ab 1967.
- Josef Eichriedler (1928–2006), Gendarm, Bürgermeister
- Josef Hainacher (1930–2002), Vizebürgermeister
- Josef Zenzmaier (1933–2023), Bildender Künstler
- Mag. Gerhard Mühlthaler (* 1951), Pfarrer
- Andreas Wimmer (1957–2018), Bürgermeister